# Бота, Франсуа
Франсуа Бо́та (африк. Francois Botha, родился 9 сентября 1968, Витбанк, ЮАР) — южноафриканский боксёр-профессионал, Чемпион мира в тяжёлом весе по версии IBF(1995—1996), WBF (2009—2010). Чемпион Северной Америки по версии NABA (1997).

## Кикбоксинг и ММА
В 2003—2006 годах принимал многократные участия в различных турнирах по кикбоксингу.
На счету Франсуа Боты громкие победы над такими чемпионами мира как Жером Ле Банне и Петер Артс.

## Профессиональная карьера
Франсуа Бота дебютировал на профессиональном ринге в феврале 1990 года.

#### Бой с Майком Хантером
В сентябре 1992 года Бота победил решением большинства судей Майка Хантера (19-2-2). В этом поединке южноафриканец впервые побывал в нокдауне.

#### Чемпионский бой с Акселем Шульцем
Со статистикой 35-0 9 декабря 1995 года вышел на ринг за звание чемпиона мира по версии IBF, с немцем Акселем Шульцем. Бота был убедительней в поединке и выиграл его по очкам.

#### Лишение Титула
Позже выяснилось, что у Боты был положительный тест на стероиды. Он был лишён титула только 27 марта 1996 года, побыв чемпионом около 4 месяцев. Поединок признали несостоявшимся, а чемпионский пояс вновь объявили вакантным, но это было сделано не сразу и определённое время Бота числился чемпионом.

#### Чемпионский бой с Майклом Мурером
Через 11 месяцев Франсуа Бота вновь вышел на чемпионский бой по версии IBF, на этот раз с Майклом Мурером. Судья остановил бой в 12-м раунде. Южноафриканец потерпел первое поражение в карьере.
Интересный факт в том, что Мурер вскоре в титульном бою за пояс IBF встретился с бывшим соперником Боты Акселем Шульцем. В тяжёлом и конкурентном бою, с небольшим преимуществом, Мурер победил раздельным решением судей.

#### Бой с Ли Гирбертом
В июне 1997 года Франсуа победил непобеждённого Ли Гирберта (17-0).

#### Бой с Майком Тайсоном
В январе 1999 года Майк Тайсон встретился с южноафриканцем Франсуа Ботой. Тайсон недооценил соперника и слабо подготовился к бою. Бой проходил в основном на ближней дистанции с обилием клинчей. Начало было нервным, Тайсон в конце раунда пытался выкручивать руки Боте. Разводить боксёров после первого раунда пришлось их командам. Во втором раунде рефери снял с Майка очко. В конце 5-го раунда правым кроссом в подбородок Тайсон отправил противника на канвас. Бота встал на счёт 10, но сразу же свалился на канаты. Рефери зафиксировал нокаут.

#### Бой с Шэнноном Бриггсом
В августе 1999 года Бота встретился с Шэнноном Бриггсом. Бой был равный. В 8 раунде Бриггсу удалось отправить Боту в нокдаун, однако Бота поднялся и выиграл последние раунды. Бой закончился ничьей решением большинства судей.

#### Чемпионский бой с Ленноксом Льюисом
В июле 2000 года проиграл техническим нокаутом в бою за чемпионские титулы WBC, IBF и IBO Ленноксу Льюису.

#### Чемпионский бой с Владимиром Кличко
В марте 2002 года Франсуа Бота встретился с молодым чемпионом по версии WBO Владимиром Кличко.Френсис полностью оправдал своё прозвище — Белый Буйвол. Словно в настоящей корриде, он бросался на Владимира, стараясь, через размашистый боковой, войти в ближний бой, где бы ему удалось провести результативную серию ударов. Владимир, действуя крайне осмотрительно, даже после нескольких результативных ударов, держал Боту на дистанции. В середине боя, Френсис начал уставать, делая большие паузы между сериями своих ударов, а Владимир постепенно накапливал мощь своих ударов на лице своего соперника. Тем не менее, Бота успевал восстанавливаться и, начало каждого раунда проводил весьма активно. В 8 раунде рефери остановил бой.

#### Бой с Клиффордом Этьеном
Следующий бой с Клиффордом Этьеном Бота свёл вничью. Бота ронял на канвас Этьена два раза, но ему было отказано в победе: большинством голосов поединок был оценён вничью (двое судей поставили счёт 94-94 и один судья — 95-93 в пользу Боты). Это было в родном городе Этьена. После этого поединка Бота на 5 лет ушёл из бокса

## Возвращение
Бота вернулся в 2007 году.

#### Бой с Роном Гуэрреро
6 февраля 2009-го Франсуа сразил Рона Гуэрреро, выиграв тем самым титул WBF в тяжёлом весе.

#### Бой с Тимо Хоффманном
В мае 2009 года Бота встретился с бывшим чемпионом Германии Тимо Хоффманном. Бота выигрывал бой, в 11 раунде он послал Хоффмана в нокдаун и победил раздельным решением судей.

#### Бой с Педро Керрионом
24 октября 2009 года Бота свёл вничью бой с Педро Керрионом.

#### Бой с Эвандером Холифилдом
Начало поединка сложилось для Белого буйвола неплохо, но в шестом раунде Холифилд увеличил давление, в седьмом раунде серьёзно потряс противника, а в восьмом ударом правой отправил Френсиса на пол. Спустя некоторое время рефери Рассел Мора остановил поединок. На тот момент Бота лидировал на записках двух судей 67-66, в то время как по мнению третьего лучше выглядел Холифилд — 69-64.

#### Бой с Фло Симбой
После этого боя Бота взял паузу в боксе на 14 месяцев и в 2010 году нокаутировал непобеждённого Фло Симбу (10-0).

### 2011—2013
В конце 2011 года Франсуа Бота встретился с Майклом Грантом в бою за вакантный пояс WBF. Первая половина боя прошла при преимуществе Боты, который в четвёртом раунде потряс Гранта точным ударом правой. Очень интересным получился седьмой раунд, в котором оба боксёра обменялись несколькими ударами справа. Но если Бота выдержал удары Гранта без особых проблем, то Грант едва удержался на ногах после одного из ударов южноафриканца. Но выносливость 43-летнего Боты, которая и в более молодом возрасте частенько его подводила, не позволила Франсуа довести бой до победы. За 37 секунд до конца 12-го раунда, будучи далеко позади на записках всех трёх судей, Майкл Грант нокаутировал Боту ударом правой.
А в марте 2012 года Бота встретился с чемпионом Африки по версии WBO в супертяжёлом весе камерунцем Карлосом Такамом. Такам защитил свой титул, победив Боту в 11 раунде.
7 сентября 2012 года в немецком городе Мюльхайм-ан-дер-Рур состоялся бой Франсуа Боты и супертяжеловес Франческо Пьянетой. Встреча продлилась полную дистанцию из десяти отведённых на неё раундов, по итогам которых судьи единогласным решением со счётом 100-96, 99-92 и 97-93 назвали победителем Пьянету. Для Боты это поражение стало первым проигранным по очкам за всю карьеру на профессиональном ринге.
В феврале 2013 года в бою за вакантный титул интернационального чемпиона по версии WBA Бота встретился с Сонни Билом Уильямсом. Резво начав поединок, Бота уже со 2-го раунда сник под натиском молодого противника, неплохо работавшего джебом и раз за разом проводившего точные силовые слева. Отдав инициативу регбисту, решившему попробовать себя в боксе, «Белый буйвол» большую часть поединка был принимающей стороной, лишь изредка проводя успешные контратаки. В последней трети поединка Уильямс, прежде не боксировавший дольше шести раундов, начал ожидаемо уставать, чем попытался воспользоваться Франсуа. В 9-м раунде Боту, редко прислушивавшегося к наказам рефери, оштрафовали за удар после команды «break». Тем не менее ветерану удалось потрясти Санни в эти минуты, но возможность «дожать» оппонента так и не представилась.
Несмотря на то, что бой изначально был заявлен как 12-раундовый, после 9-го было объявлено, что встреча продлится лишь десять раундов. Понимая, что шансов победить по очкам уже нет, Бота рванулся вперёд и почти смог отправить «плывущего» Санни Билла на настил ринга в 10-й трёхминутке, несколько раз попав по тому справа. Уильямс был на грани нокаута, но всё таки выдержал и Бота проиграл по очкам со счётом дважды 91-97 и 94-98. В последнем раунде с Франсуа было снято ещё одно очко за игнорирование команд рефери.
Как позже отметили в СМИ Боте не хватило нескольких минут, чтобы записать в послужной список 26-летнему проспекту Санни Билл Уильямсу первое поражение. После боя австралийские СМИ опубликовали новую сенсацию, что допинг-пробы Боты якобы показали наличие в его организме двух запрещённых препаратов. Но самое интересное, что не только Бота, но и президент Австралийской национальной боксёрской федерации Джон Хогг ставит под большое сомнение информацию СМИ о положительных результатах допинг-проб Боты — по словам Хогга и Боты, допинг-тесты перед поединком Бота — Уильямс и по его завершении не проводились. Бота в ответ на обвинения в употреблении допинга заявил, что уже на месте боя ему предлагали умышленно проиграть Санни за 150 000 долларов. Оба боксёра изъявили желание в будущем провести реванш.
В июне 2013 года Бота встретился с Джозефом Паркером. С самого начала поединка Паркер контролировал ход поединка и уже в середине второго раунда сильный правый апперкот заставил Боту пошатнуться. После этого, новозеландец бросился добивать ветерана, который тут же приземлился на пол ринга.
15 марта 2014 года в бою за вакантный интерконтинентальный титул чемпиона Польши встретился с Анджеем Варжиком. Варжик победил техническим нокаутом в 5 раунде.

## Список поединков
В таблице перечислены результаты всех поединков боксёров.
В каждой строке указан результат поединка. Дополнительно номер поединка обозначен цветом, который обозначает итог поединка. Расшифровка обозначений и цветов представлена в нижеследующей таблице.
| Пример | Расшифровка                     |
| ------ | ------------------------------- |
|        | Победа                          |
|        | Ничья                           |
|        | Поражение                       |
|        | Планируемый поединок            |
|        | Поединок признан несостоявшимся |
| КО     | Нокаут                          |
| ТКО    | Технический нокаут              |
| PTS    | Решение судей (по очкам)        |
| UD     | Единогласное решение судей      |
| MD     | Решение большинства судей       |
| SD     | Раздельное решение судей        |
| RTD    | Отказ от продолжения боя        |
| DQ     | Дисквалификация                 |
| NC     | Поединок признан несостоявшимся |

| Результат | Оппонент                   | Тип | Раунд, Время  | Дата            | Место                         | Дополнительно |
| --------- | -------------------------- | --- | ------------- | --------------- | ----------------------------- | --- |
| 48-11-3-1 | Анджей Вавжик (28-1)       | TKO | 5 (10), 1:56  | 15 марта 2014   | Арламув, Польша               | Бой за вакантный титул чемпиона Польши International в супертяжёлом весе. |
| 48-10-3-1 | Джозеф Паркер (5-0)        | TKO | 2 (8), 2:32   | 13 июня 2013    | Окленд, Новая Зеландия        | |
| 48-9-3-1  | Сонни Билл Уильямс (5-0)   | UD  | 10            | 8 февраля 2013  | Брисбен, Австралия            | 91-97, 91-97, 94-98. Бой за вакантный титул WBA International в супертяжёлом весе. Бота оштрафован в 9 раунде за удар после брейка. Уильямс оштрафован в 10 раунде за клинчевание. |
| 48-8-3-1  | Франческо Пьянета (26-0-1) | UD  | 10            | 7 сентября 2012 | Мюльхайм-ан-дер-Рур, Германия | 90-100, 92-99, 93-97. |
| 48-7-3-1  | Карлос Такам (24-1)        | TKO | 11 (12)       | 31 марта 2012   | Нуази-ле-Гран, Франция        | Бой за титул WBO Africa в супертяжёлом весе. |
| 48-6-3-1  | Майкл Грант (47-4)         | KO  | 12 (12), 2:23 | 19 ноября 2011  | Йоханнесбург, ЮАР             | Бой за титул WBF в супертяжёлом весе. |
| 48-5-3-1  | Фло Симба (10-0)           | TKO | 6 (10), 2:50  | 4 июня 2011     | Кемптон Парк, ЮАР             | |
| 47-5-3-1  | Эвандер Холифилд (42-10-2) | TKO | 8 (12), 0:55  | 10 апреля 2010  | Лас-Вегас, США                | Бой за вакантный титул WBF в супертяжёлом весе. Бота в нокдауне в 8 раунде. |
| 47-4-3-1  | Педро Каррион (8-1)        | MD  | 12            | 24 октября 2009 | Дессау, Германия              | 114-114, 115-115, 114-113. Бой за вакантный титул WBF в супертяжёлом весе. |
| 47-4-2-1  | Тимо Хоффманн (38-6-1)     | SD  | 12            | 15 мая 2009     | Магдебург, Германия           | 117-110, 114-113, 113-114. Бой за титул WBF в супертяжёлом весе. Хоффманн в нокдауне в 11 раунде.                                                                                  |
| 46-4-2-1  | Рон Герреро (20-15-3)      | UD  | 12            | 6 февраля 2009  | Почефструм, ЮАР               | 118-114, 117-111, 117-110. Выиграл титул WBF в супертяжёлом весе. |
| 45-4-2-1  | Боб Мирович (28-18-2)      | UD  | 12            | 6 июля 2007     | Темба, ЮАР                    | 120-108, 119-109, 120-107. Выиграл временный титул WBF в супертяжёлом весе. |
| 44-4-2-1  | Клиффорд Этьен (24-1)      | PTS | 10            | 27 июля 2002    | Новый Орлеан, США             | 95-93, 94-94, 94-94. Этьен 2 раза в нокдауне (5 и 6 раунды). |
| 44-4-1-1  | Владимир Кличко (37-1)     | TKO | 8 (12), 0:47  | 16 марта 2002   | Штутгарт, Германия            | Бой за титул WBO в супертяжёлом весе. |
| 44-3-1-1  | Расселл Частин (14-4)      | TKO | 3 (10), 1:36  | 13 июля 2001    | Ранчо-Мираж, США              | |
| 43-3-1-1  | Дэвид Бостис (25-3-1)      | UD  | 10            | 5 июня 2001     | Лас-Вегас, США                | 96-93, 96-94, 97-92. |
| 42-3-1-1  | Джоуи Гай (27-5)           | KO  | 1 (10), 2:40  | 16 марта 2001   | Лас-Вегас, США                | |
| 41-3-1-1  | Тони ЛаРоса (32-19)        | TKO | 1 (10)        | 2 ноября 2000   | Вашингтон, США                | |
| 40-3-1-1  | Леннокс Льюис (36-1-1)     | TKO | 2 (12), 2:39  | 15 июля 2000    | Лондон, Англия                | Бой за титулы WBC, IBF, IBO в супертяжёлом весе. |
| 40-2-1-1  | Стив Паннелл (33-6)        | TKO | 1 (10), 2:08  | 8 января 2000   | Альбукерке, США               | |
| 39-2-1-1  | Шеннон Бриггс (31-2)       | MD  | 10            | 7 августа 1999  | Атлантик-Сити, США            | 95-92, 94-94, 94-94. Бота в нокдауне в 8 раунде. |
| 39-2-0-1  | Майк Тайсон (45-3)         | KO  | 5 (10), 2:59  | 16 января 1999  | Лас-Вегас, США                | |
| 39-1-0-1  | Дэвид Черри (5-14)         | TKO | 1 (10), 2:38  | 26 июня 1998    | Канзас-Сити, США              | |
| 38-1-0-1  | Стэн Джонсон (4-35)        | KO  | 1 (10), 0:27  | 24 апреля 1998  | Дюбюк (Айова), США            | |
| 37-1-0-1  | Ли Гилберт (17-0)          | UD  | 12            | 21 июня 1997    | Тампа, США                    | 115-112, 116-111, 117-110. Защитил титул NABA в супертяжёлом весе. Гилберт в нокдауне в 11 раунде.                                                                                 |
| 36-1-0-1  | Джеймс Стэнтон (16-2)      | KO  | 10 (12)       | 10 мая 1997     | Коконат-Гроув, США            | Выиграл вакантный титул NABA в супертяжёлом весе. |
| 35-1-0-1  | Майкл Мурер (37-1)         | TKO | 12 (12), 0:18 | 9 ноября 1996   | Лас-Вегас, США                | Бой за титул IBF в супертяжёлом весе. |
| 35-0-0-1  | Аксель Шульц (21-2-1)      | NC  | 12            | 9 декабря 1995  | Штутгарт, Германия            | 113-115, 116-112, 118-111. Бой за вакантный титул IBF в супертяжёлом весе. Бота дисквалифицирован по итогам послематчевого теста за употребление стероидов. }}                     |